# Warrior (Fernsehserie)
Warrior ist eine US-amerikanische Fernsehserie des Senders Cinemax, die auf einer Idee von Bruce Lee basiert. Erstausstrahlung war am 5. April 2019.

## Inhalt
Die Serie spielt nach dem Ende des amerikanischen Bürgerkriegs im chinesischen Stadtteil von San Francisco. Die Handlung konzentriert sich auf Ah Sahm, der aus China stammt und sich in die Banden des chinesischen Viertels einmischt.

## Veröffentlichung
Die Serie umfasst mit Stand September 2023 drei Staffeln. Zwei weitere Staffeln scheinen denkbar.
Die deutsche Synchronfassung wurde bei Sky Atlantic ab dem 14. Juni 2019 gezeigt und ist bei verschiedenen Streaming Anbietern zu sehen.